# Freies Havelbruch
Freies Havelbruch ist eine ausgedehnte Niederung östlich und südöstlich von Wollin im Landkreis Potsdam-Mittelmark in Brandenburg. Im 19. Jahrhundert gab es eine Gemeinde gleichen Namens.

## Geografie
Die weitläufige und überwiegend aus Agrarflächen bestehende Niederung liegt im Nordwesten vom Glogau-Baruther Urstromtal. Sie erstreckt sich von Nordwesten nach Südosten über Teile der Gemarkungen von Wollin, Reckahn, Krahne, Lucksfleiß, Groß Briesen, Golzow und Ragösen. Das nordwestliche Ende der Niederung befindet sich rund um den Schöpfungsberg und der unweit nördlich liegenden Mündung der Kleinen Temnitz in die Temnitz. Eingefasst wird diese Gegend von dem Waldgebiet Freie Heide im Westen, der Bundesautobahn 2 im Norden und dem Krahner Busch im Osten. Auf historischen Karten wurde dieses Gebiet mit dem Flurnamen „Die Schlachten“ verzeichnet.
Die zuvor genannte Temnitz stellt in großen Teilen die östliche Grenze des Bruches dar und dient ihm als wichtigste Entwässerung. Die teilweise bewaldeten Anhöhen zwischen Golzow und Ragösen begrenzen die Niederung im Südosten. Im Südwesten bildet ein markanter Höhenzug mit den Briesener Bergen die Grenze und im Westen die Anhöhen rund um den Ort Brückermark.